# 让-菲利普·凯莱
让-菲利普·凯莱（Jean-Philippe Caillet，1977年6月24日—），是法国已退役职业足球运动员，司职中后卫，2009年加盟中超联赛天津泰达。

## 外部連結
- http://www.lequipe.fr/Football/FootballFicheJoueur3082.html（页面存档备份，存于）